# Podział administracyjny Rwandy

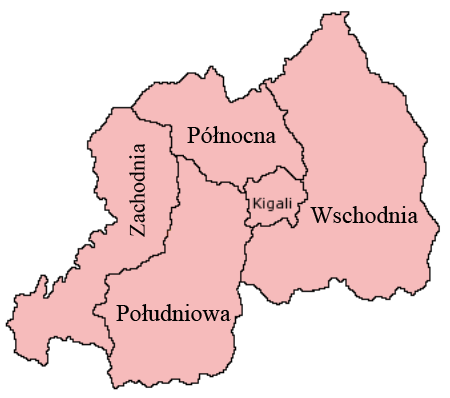
Prowincje Rwandy

## Obecny podział
Rwanda od 1 stycznia 2006 podzielona jest na 5 prowincji, które z kolei dzielą się na dystrykty.
- Prowincja Kigali
- Prowincja Południowa
- Prowincja Północna
- Prowincja Wschodnia
- Prowincja Zachodnia

## Dawny podział

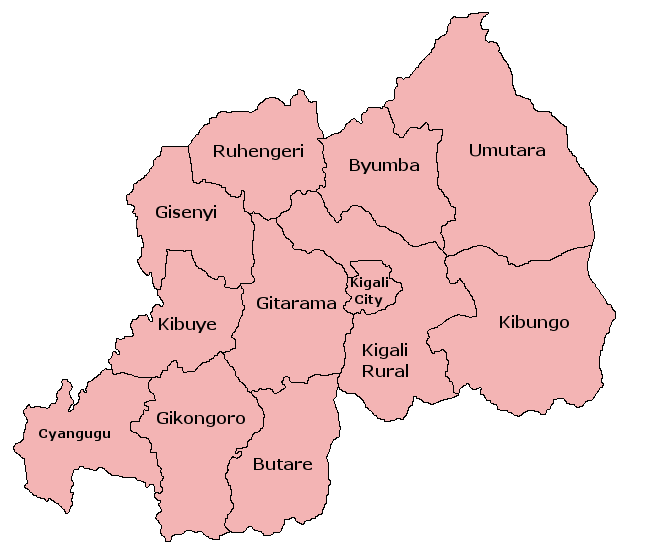
Stary podział administracyjny Rwandy

Przed 2006 obowiązywał następujący podział na 12 (wcześniej 10) prefektur:
- Butare
- Byumba
- Cyangugu
- Gikongoro (dodana prefektura)
- Gisenyi
- Gitarama
- Kibungo
- Kibuye
- Kigali wiejska
- Kigali miejska
- Ruhengeri
- Umutara (dodana prefektura)